# 多维尔亚洲电影节
多维尔亚洲电影节（英語：Deauville Asian Film Festival）是在法国北部海滨城市多维尔举行的电影节，专门为亚洲电影而建立，首次举行是在1999年，该电影节是欧洲最大的亚洲电影节之一。

## 沿革
2014年，《无人区》参见了第16届多维尔亚洲电影节，竞争金荷花奖，遗憾落选。